# Bundeswahlkreis Bendigo
Koordinaten: 36° 54′ S, 144° 11′ O

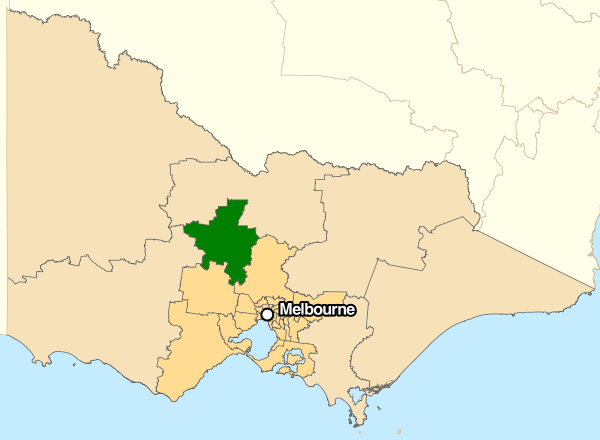
Lage des Wahlkreises in Victoria.

Der Bundeswahlkreis Bendigo ist ein Wahlkreis (englisch electoral division) für die Wahl eines Abgeordneten des australischen Repräsentantenhauses. Der Wahlkreis wurde 1901 gegründet und zählt somit zu den ersten 75 Wahlkreisen von Australien. Benannt wurde er nach der Stadt Bendigo. Der Wahlkreis liegt im Bundesstaat Victoria nordwestlich von Melbourne. Neben der Stadt Bendigo, umfasst der Wahlkreis weitere Städte, wie Castlemaine, Heathcote, Kyneton und Woodend. 
Seit 2013 ist Lisa Chesters von der Australian Labor Party die amtierende Abgeordnete des Wahlkreises.

## Bisherige Abgeordnete
| Name                 | Partei                         | Amtszeiten |
| -------------------- | ------------------------------ | ---------- |
| John Quick           | Protectionist Party            | 1901–1906  |
| John Quick           | parteilos                      | 1906–1909  |
| John Quick           | Commonwealth Liberal Party     | 1909–1913  |
| John Arthur          | Australian Labor Party         | 1913–1914  |
| Alfred Hampson       | Australian Labor Party         | 1915–1917  |
| Billy Hughes         | Nationalist Party of Australia | 1917–1922  |
| Geoffry Hurry        | Nationalist Party of Australia | 1922–1929  |
| Richard Keane        | Australian Labor Party         | 1929–1931  |
| Eric Harrison        | United Australia Party         | 1931–1937  |
| George Rankin        | Country Party                  | 1937–1949  |
| Percy Clarey         | Australian Labor Party         | 1949–1960  |
| Noel Beaton          | Australian Labor Party         | 1960–1969  |
| Andrew David Kennedy | Australian Labor Party         | 1969–1972  |
| John Bourchier       | Liberal Party of Australia     | 1972–1983  |
| John Brumby          | Australian Labor Party         | 1983–1990  |
| Bruce Reid           | Liberal Party of Australia     | 1990–1998  |
| Stephen Gibbons      | Australian Labor Party         | 1998–2013  |
| Lisa Chesters        | Australian Labor Party         | 2013–      |